# Psirico
Psirico é uma banda de pagode baiano brasileira formada em 2000 em Salvador, na Bahia. O nome da banda foi inspirada na gíria utilizada no Engenho Velho de Brotas, subúrbio de Salvador, sendo utilizada na época para uma pessoa namoradora. Sua marca registrada é o uso de um megafone durante as apresentações e o típico ruído de uma sirene que o instrumento produz. Tornou-se conhecida nacionalmente com canções como "Lepo Lepo", "Toda Boa" e "Chupeta".

## Carreira

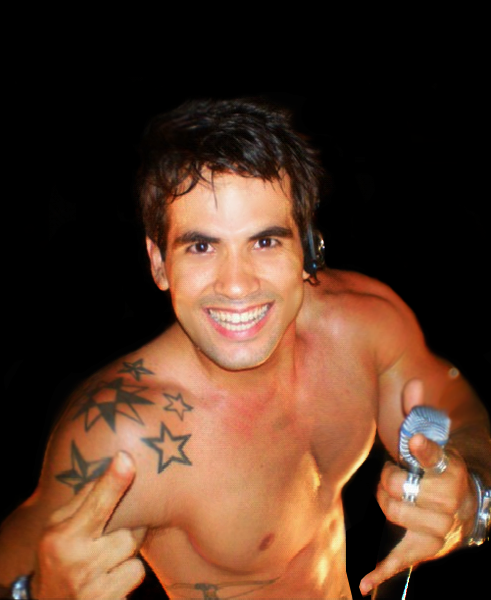
Guga de Paula dividiu os vocais entre 2001 e 2005.

Em 2000 Márcio Victor, que foi percussionistas de grandes artistas como Caetano Veloso, Marisa Monte, Gilberto Gil, Ivete Sangalo e Daniela Mercury, decidiu fundar sua própria banda de pagode baiano e convidou para ser seu sócio Bambam King, que cantava com ele na pequena banda Luz do Repente, onde ambos estavam insatisfeitos. O nome foi sugerido por Caetano Veloso, inspirado na gíria utilizada no Engenho Velho de Brotas, subúrbio de Salvador.  A formação original ainda contava com Vitor Praça no backing vocal, Serginho, Alisson, Dig Dig, Davi, Samuel e Jadson na percussão, Paulo Paulada no teclado, Luisinho no baixo, Fabotti, Marquinhos e Éder na guitarra e outras cordas e Davi na bateria. Logo no primeiro ano, porém, Bambam e Márcio tiveram vários conflitos devido aos rumos da carreira e divisão dos lucros, sendo que o primeiro decidiu sair da banda. Para dividir os vocais, Márcio chamou Guga de Paula, que tinha 18 anos em 2001 e era seu afilhado na música.
Em 2004 a banda ganhou destaque em Salvador com as canções "Sambadinha" e "Toma Vara", ganhando o Troféu Dodô e Osmar como banda revelação do carnaval soteropolitano no mesmo ano. Em 2005 Guga deixou a banda para formar o Super Samba, alegando que estava recebendo apenas 2% dos lucros mesmo sendo vocalista ante 40% de Márcio. Em 2007 a banda enfim atingiu o sucesso nacional com "Mulher Brasileira (Toda Boa)", após Ivete Sangalo cantar a música nos shows de sua turnê e também na televisão. Desde então tornaram-se uma das principais atrações do carnaval de Salvador e micaretas pelo Brasil. Em 2014 o grupo consagrou-se com a canção "Lepo Lepo", tendo uma repercussão muito grande pelo Brasil, com sua letra e coreografia irreverente. A repercussão da canção rendou ao grupo a maior exposição de mídia televisiva na folia de 2014, superando o medalhão Ivete Sangalo e Chiclete com Banana cujo vocalista Bell Marques esteve em ritmo de despedida para iniciar carreira solo. Tal feito se repetiu na folia de 2015, dessa vez com o impulso da fatídica operação que o vocalista Márcio Victor teve que se submeter para a retirada do apêndice cecal, e ter puxado bloco um dia depois.
No carnaval de Salvador de 2018, a canção interpretada com o grupo Àttoxxá Elas Gostam, mais conhecida como Popa da Bunda, ganhou como "Melhor Música" no Troféu Bahia Folia. Foi a quarta vez que a banda ganhou nessa categoria da premiação. Além disso, teve a maior exposição na mídia durante a transmissão televisiva da festa, com mais de 12 horas de exposição ao todo, segundo pesquisa da empresa MidiaClip. Em termos de valores publicitários, sua avaliação comercial foi a terceira maior, correspondente a 37 milhões de reais. A execução da canção Elas Gostam ainda bateu recorde nos quinze anos de pesquisa, com 94 execuções.

## Prêmios
Troféu Dodô e Osmar
- Banda Revelação do Carnaval de Salvador: 2004[10][21]
- Melhor Grupo de Pagode: 2004, 2005, 2007, 2008, 2009
- Melhor Música: "Mulher Brasileira (Toda Boa)" (2008)[10]

Troféu Caymmi
- Melhor Melhor CD Samba/ Pagode: O Furacão da Bahia Ao Vivo (2004)[10]

Troféu Band Folia
- Banda Revelação do Carnaval: 2004[10][21]
- Melhor Cantor Revelação do Carnaval: Márcio Victor (2004)[10][21]
- Melhor Música: "Lepo Lepo" (2014)[22]

Troféu Bahia Folia
- Melhor Música: "Mulher Brasileira (Toda Boa)" (2008)
- Melhor Música: "Lepo Lepo" (2014)[23]
- Melhor Música: "Tem Xenhenhem" (2015)
- Melhor Música: "Elas Gostam (Popa da Bunda)", participação de Àttoxxá (2018)[17][18]